# Ion Storm
A Ion Storm, L.P. foi uma desenvolvedora norte-americana de jogos eletrônicos sediada em Austin, Texas, e fundada por John Romero, Tom Hall,  Todd Porter e Jerry O'Flaherty. Desde o momento em que foi fundada, muito antes de lançar um único título, a empresa já possuía muitos fãs e era querida na indústria pelo talento de seus desenvolvedores, gerando uma grande promessa de jogos de grande sucesso.   
Em última análise, apesar de ter produzido vários jogos eletrônicos aclamados pela crítica, a Ion Storm nunca a viveu em paz realmente, até por sua campanha publicitária, que criou vários erros famosos, desde lançamentos tardios a  turbulência política interna. A ascensão e queda da empresa estão documentadas em grande detalhe no livro Masters of Doom.

## Lista de jogos eletrônicos
| Ano  | Título                      | Platforma(s) | Platforma(s) | Platforma(s) | Platforma(s) | Platforma(s) | Platforma(s) |
| Ano  | Título                      | GBC          | Mac          | N64          | PS2          | Win          | Xbox         |
| ---- | --------------------------- | ------------ | ------------ | ------------ | ------------ | ------------ | ------------ |
| 1998 | Dominion: Storm Over Gift 3 | Não          | Não          | Não          | Não          | Sim          | Não          |
| 2000 | Daikatana                   | Sim          | Não          | Sim          | Não          | Sim          | Não          |
| 2000 | Deus Ex                     | Não          | Sim          | Não          | Sim          | Sim          | Não          |
| 2001 | Anachronox                  | Não          | Não          | Não          | Não          | Sim          | Não          |
| 2003 | Deus Ex: Invisible War      | Não          | Não          | Não          | Não          | Sim          | Sim          |
| 2004 | Thief: Deadly Shadows       | Não          | Não          | Não          | Não          | Sim          | Sim          |